# Tinotus acerbus
Tinotus acerbus är en skalbaggsart som först beskrevs av Thomas Casey 1911.  Tinotus acerbus ingår i släktet Tinotus och familjen kortvingar. Inga underarter finns listade i Catalogue of Life.